# Cycloarténol
Le cycloarténol est un stanol important présent dans les boissons alcoolisées et chez les plantes et les autres organismes photosynthétiques où il est un précurseur des stérols. Il est produit à partir du squalène, un triterpène présent chez tous les animaux et les plantes. Sa structure est semblable à celle du lanostérol, un triterpénoïde précurseur des stéroïdes. Le cycloarténol présente des propriétés anti-inflammatoire.
La nature et la distribution des phytostérols est caractéristique d'une espèce végétale.